# Bramshill House
Le Bramshill House est un manoir de style jacobéen situé à Bramshill, dans le Nord-Est du comté de l'Hampshire, au Royaume-Uni.

## Histoire

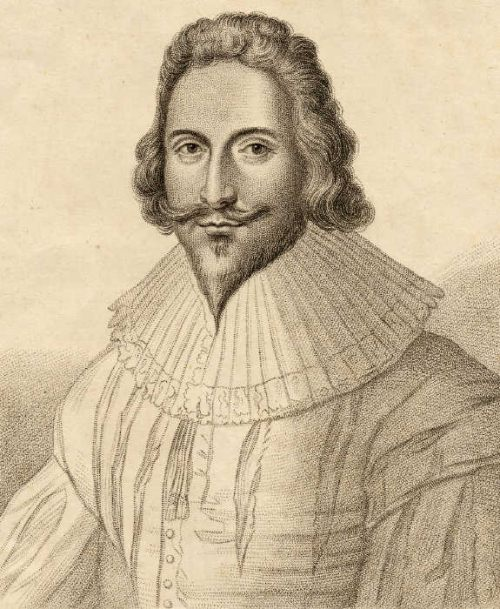
Sir Edward la Zouche

La construction du Bramshill House actuel a été ordonnée par Edward la Zouche, 11e baron du Harringworth, qui avait acheté le terrain.
Pour laisser place au bâtiment, on a démoli une petite maison construite par Thomas Foxley, ancien connétable du château de Windsor, dont quelques restes sont encore visibles dans les sous-sols, comme l'ancienne salle à manger. La construction a duré de 1605 à 1612.
En 1622, George Abbot, archevêque de Canterbury, a failli devoir abdiquer à la suite d'une partie de chasse sur les terres du Bramshill House, durant laquelle il tua un gardien en visant un cerf.
Pendant la première partie du XVIIe siècle, le château a aussi subi un incendie.
En 1699, Sir John Cope a fait l'acquisition de la propriété et y a apporté quelques changements. Les intérieurs ont été principalement aménagés pendant le XVIIIe siècle, par les descendants de Cope.
En 1815, après sa victoire contre Napoléon Ier à la bataille de Waterloo, Arthur Wellesley duc de Wellington a visité le manoir et s'y est installé. Mais il a finalement changé d'avis et a demandé qu'on lui offre le Stratfield Saye House en reconnaissance de ses services. Il est alors revenu aux mains de la famille Cope, et il y est resté jusqu'en 1935, où il a été racheté par l'État. 
Pendant la Seconde Guerre mondiale, les lieux ont été transformés en maternité. À la fin de cette guerre, le roi Michel Ier de Roumanie a été s'y installé avec sa femme durant son exil. 
De nos jours, c'est le siège du Police Staff College (en), le principal centre d'entraînement de la police britannique.

## Architecture
Le bâtiment est un élément emblématique de l'architecture jacobéenne. C'est le point névralgique du village où il est localisé, Bramshill, s'étendant sur un parc de 1,00 km2.
C'est une ancienne résidence princière anglaise, avec ses suites de chambres. Elle s'édifie sur trois étages, avec des façades particulièrement typiques, toutes en brique. Il est aussi caractéristique de par ses hautes cheminées.
La partie centrale comprend deux gros pilastres en pierre, et un oriel au niveau du premier étage. 
Les intérieurs sont jalonnés de tableaux et de tapisseries qui retracent l'histoire de l'Angleterre. Le rez-de-chaussée comprend un grand hall, où sont disposés 92 blasons de la famille Cope. Au premier étage, on rencontre une longue galerie de 38,5 mètres. L'édifice est aussi équipé de sa propre chapelle. 

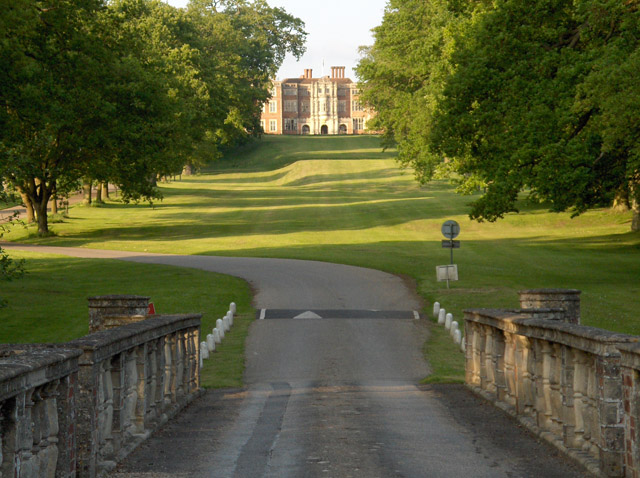
Entrée principale
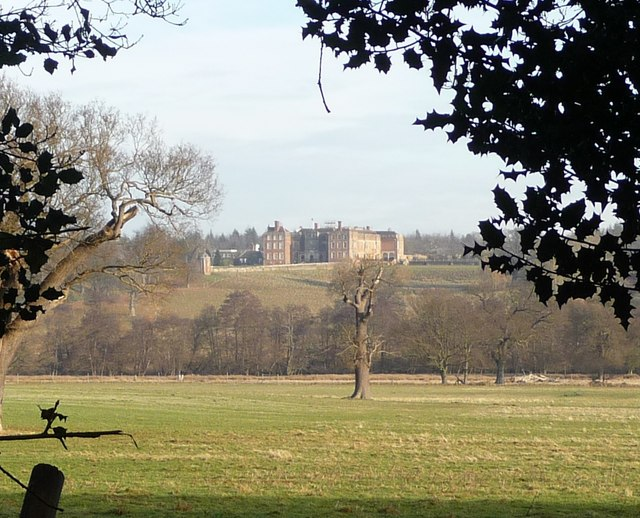
Vue sur le parc et le château
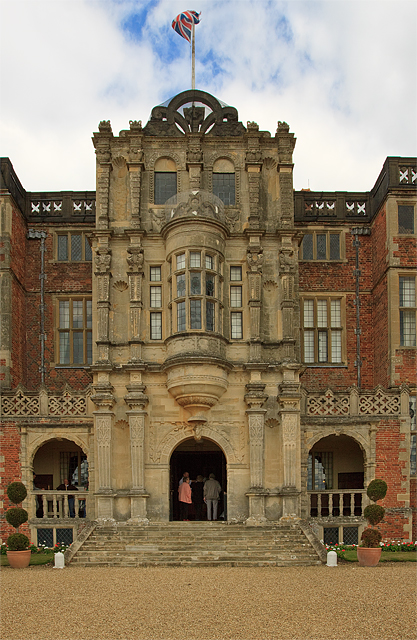
Partie centrale

## Source
- (en) Cet article est partiellement ou en totalité issu de l’article de Wikipédia en anglais intitulé « Bramshill House » (voir la liste des auteurs).